# Maladera sauteri
Maladera sauteri är en skalbaggsart som beskrevs av Moser 1918. Maladera sauteri ingår i släktet Maladera och familjen Melolonthidae. Inga underarter finns listade i Catalogue of Life.